# I Liceum Ogólnokształcące im. Juliusza Słowackiego w Oleśnicy
I Liceum Ogólnokształcące im. Juliusza Słowackiego w Oleśnicy – najstarsze liceum ogólnokształcące w powiecie oleśnickim, nieprzerwanie działające od 1945.

## Dyrektorzy liceum
|   | Imię i nazwisko       | Daty sprawowania funkcji |
| - | --------------------- | ------------------------ |
| 1 | Kazimierz Miedziński  | 1945–1950                |
| 2 | Marian Brzeziński     | 1950–1952                |
| 3 | Konstanty Kochanowski | 1952–1956                |
| 4 | Bolesław Jaworowski   | 1956–1973                |
| 5 | Józef Bober           | 1973–1986                |
| 6 | Jerzy Martin          | 1986–1991                |
| 7 | Adam Mroczkowski      | 1991–2000                |
| 8 | Zofia Wypchło         | 2000–2014                |
| 9 | Marzena Helińska      | od 2014                  |

## Absolwenci
- Ryszard Zelinka – burmistrz Oleśnicy[2]
- Grzegorz Michalak – burmistrz Bierutowa[3]
- Monika Bolly – aktorka[2]
- Tadeusz Wilecki – generał broni Wojska Polskiego[2]
- Krzysztof Galicki – profesor Uniwersytetu Nowego Meksyku[2]
- Janusz Rębielak – polski architekt i konstruktor, profesor nauk technicznych[2]
- Robert Gonera – aktor teatralny i filmowy[2]

## Galeria

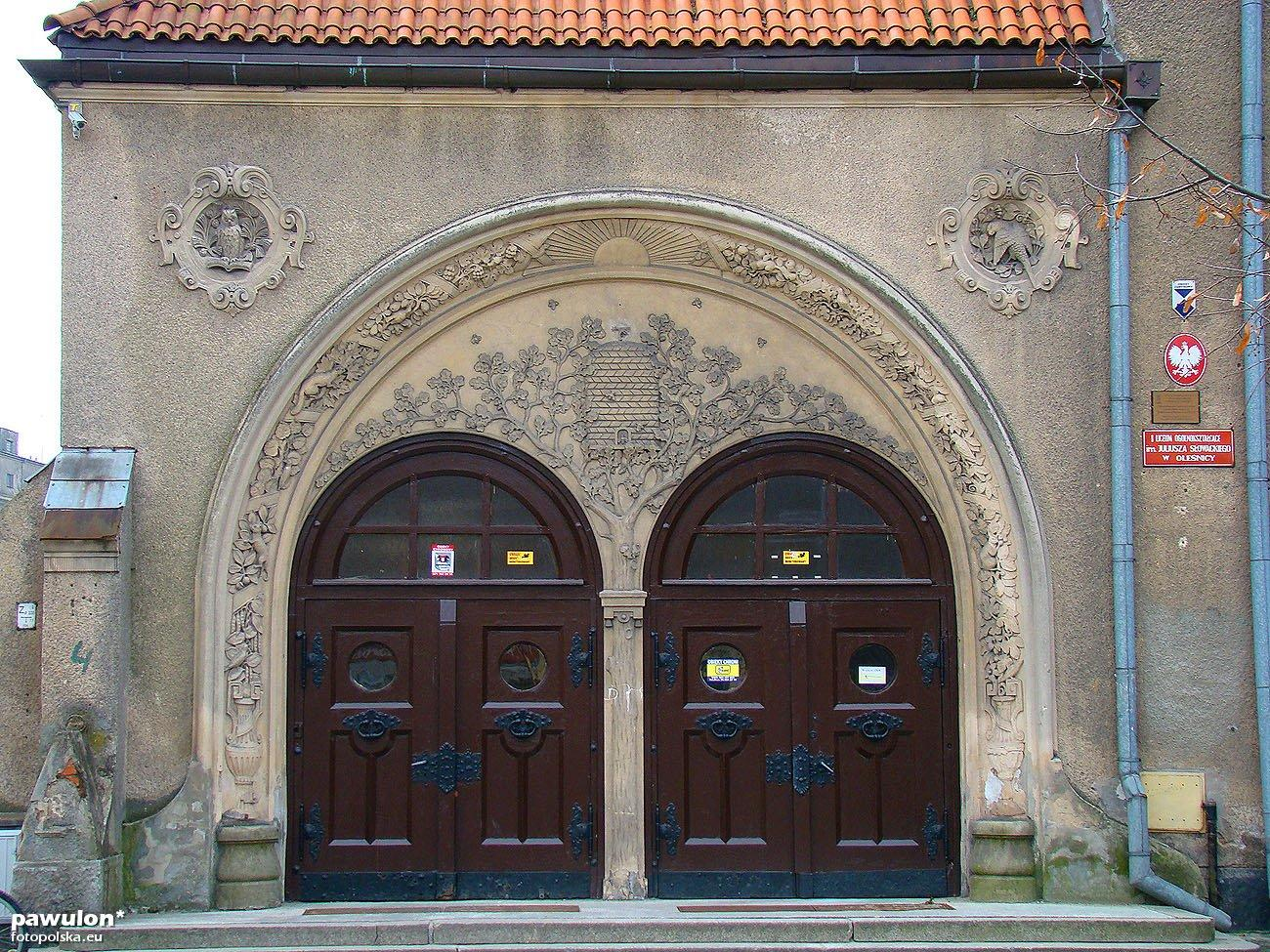
Wejście główne
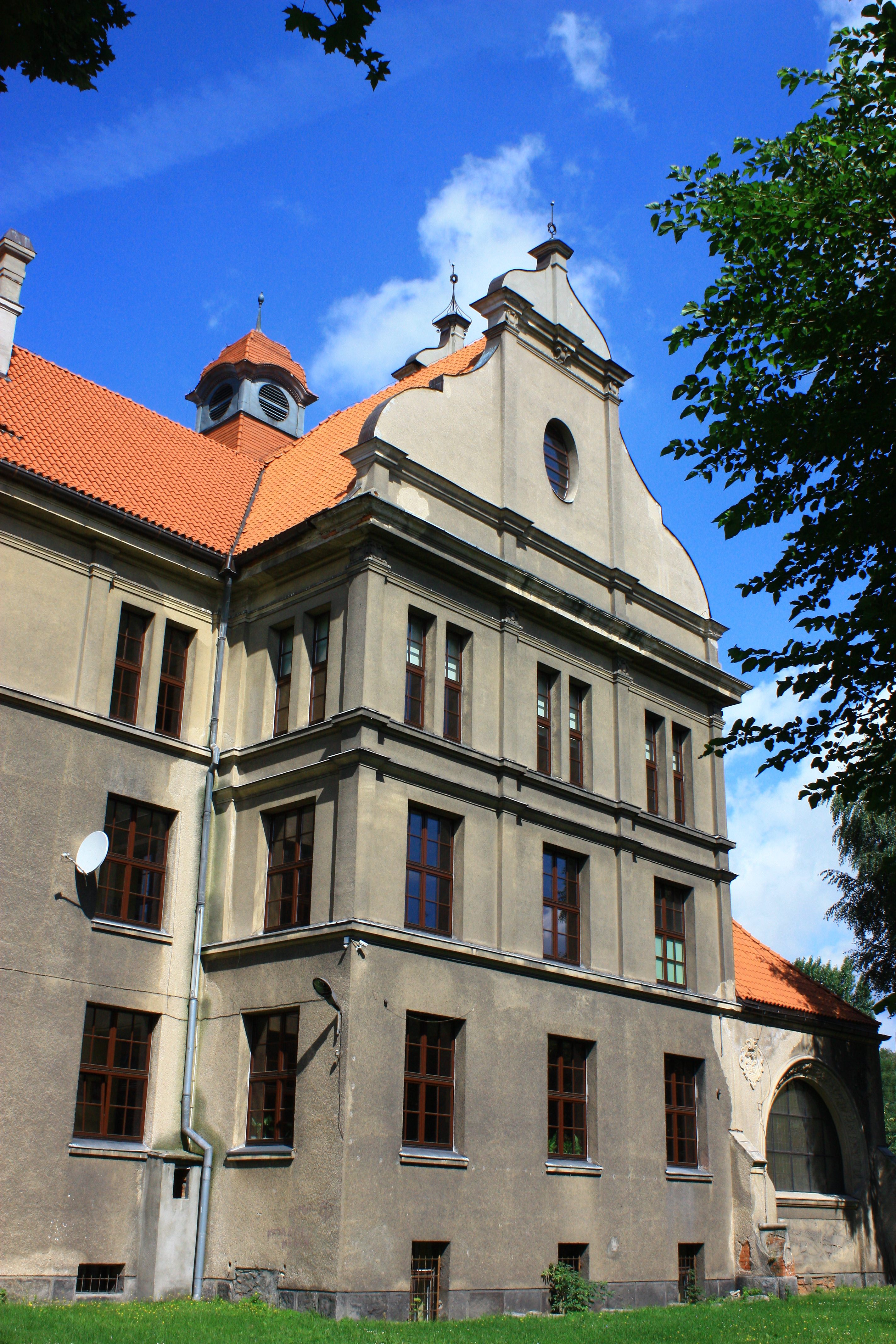
Widok od wschodu
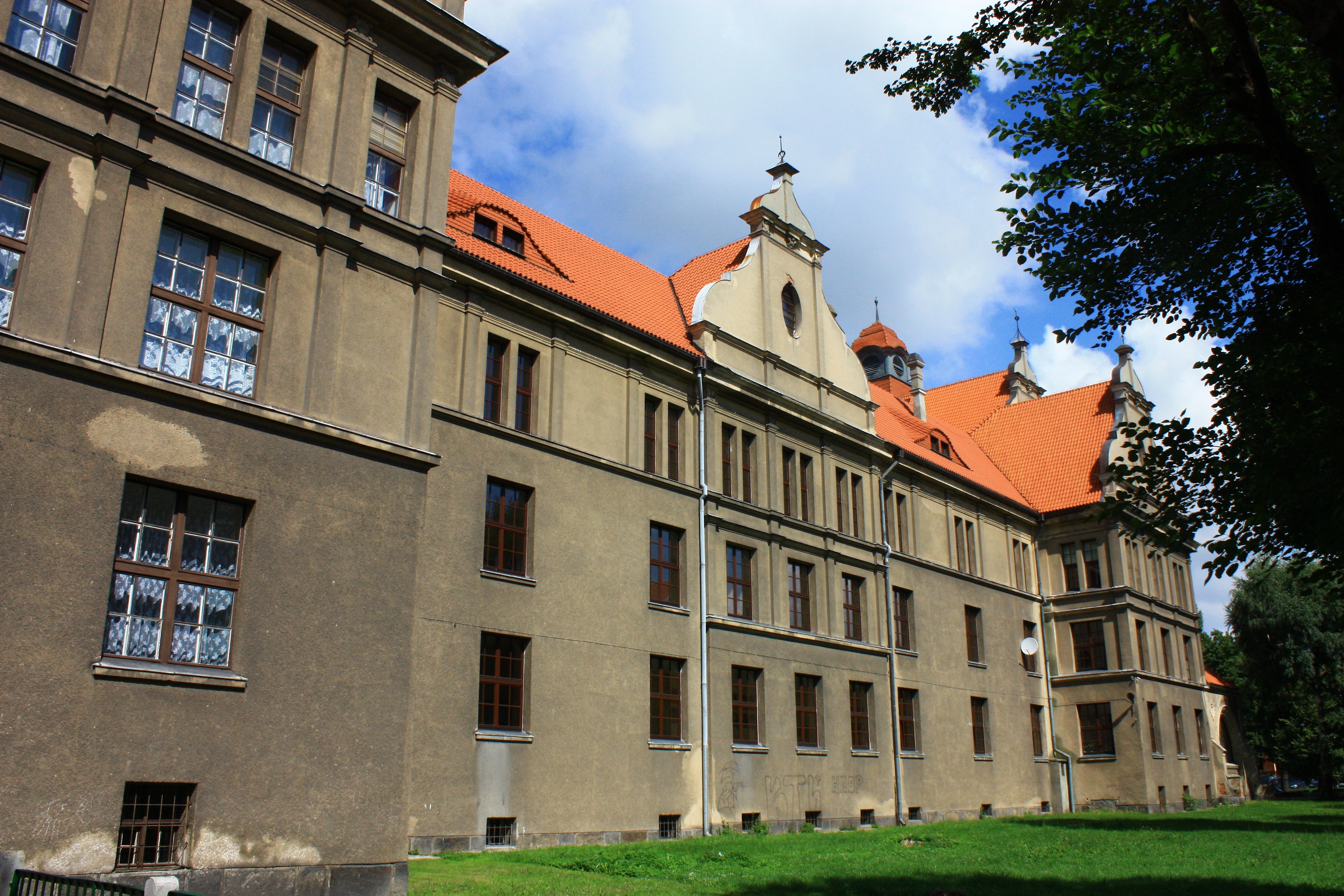
Widok od wschodu
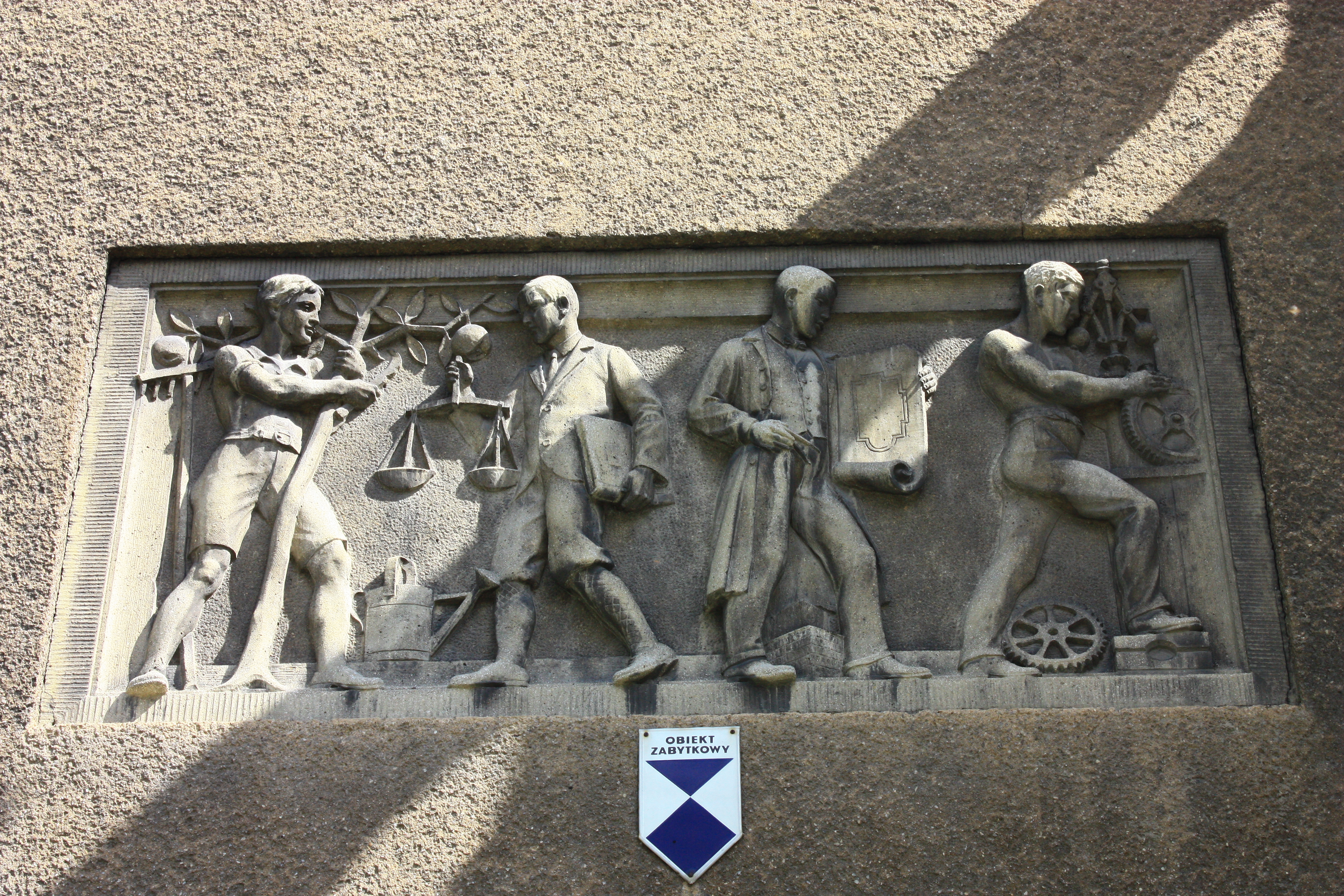
Płaskorzeźby na elewacji zewnętrznej gmachu szkoły
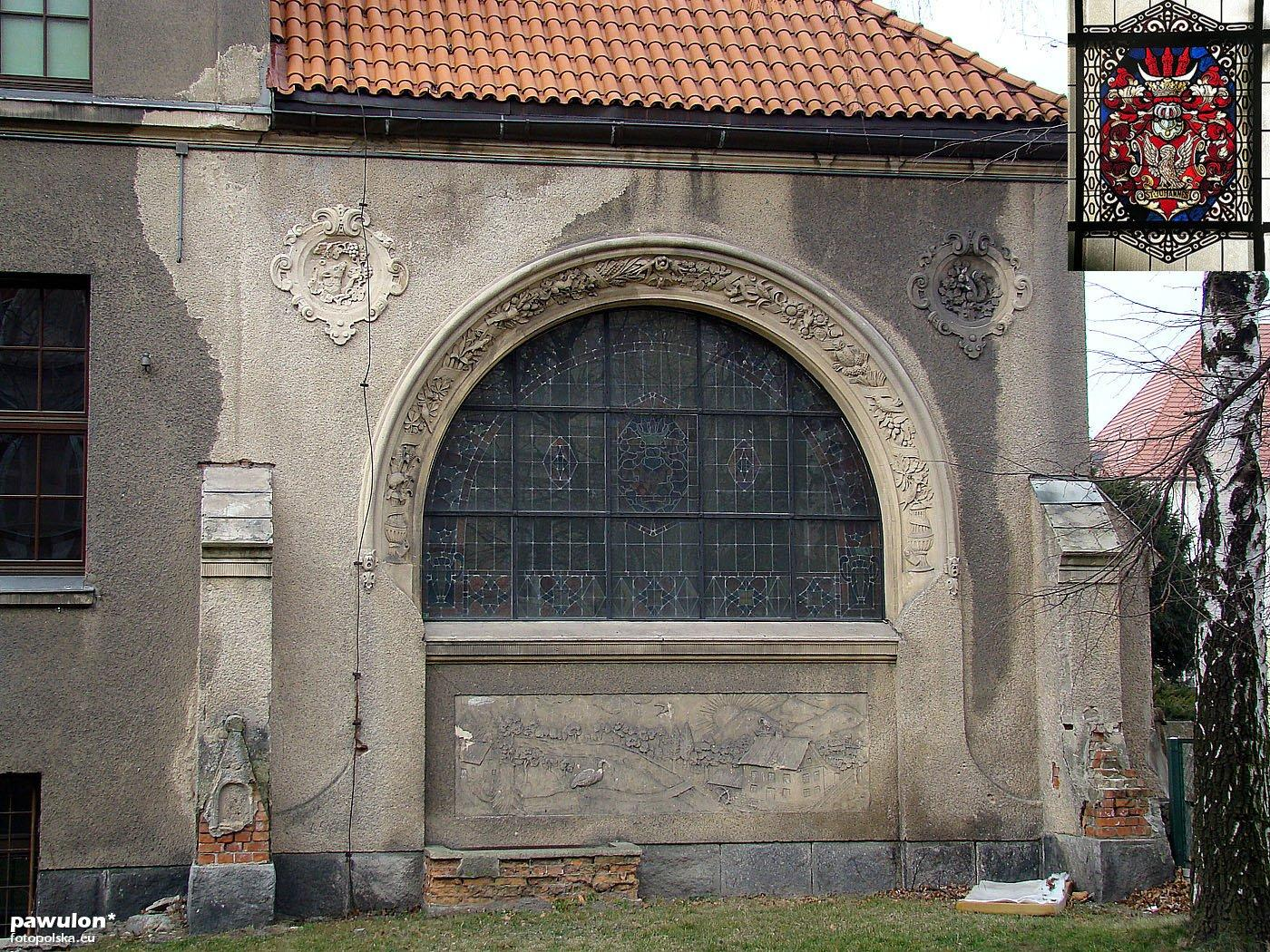
Widok od strony zewnętrznej na witraż z herbem Oleśnicy